# Amina Bettiche
Amina Bettiche, född 14 december 1987, är en algerisk friidrottare. Hon deltog vid olympiska sommarspelen 2016.